# Cortiçô e Vila Chã
Cortiçô e Vila Chã (oficialmente: União das Freguesias de Cortiçô e Vila Chã) é uma freguesia portuguesa do município de Fornos de Algodres, com 8,04 km² de área e 166 habitantes (censo de 2021). A sua densidade populacional é 20,6 hab./km².

## História
Foi constituída em 2013, no âmbito de uma reforma administrativa nacional, pela agregação das antigas freguesias de Cortiçô e Vila Chã e tem a sede em Cortiçõ.

## Demografia
A população registada nos censos foi:
| Distribuição da População por Grupos Etários | Distribuição da População por Grupos Etários | Distribuição da População por Grupos Etários | Distribuição da População por Grupos Etários | Distribuição da População por Grupos Etários | Distribuição da População por Grupos Etários |
| -------------------------------------------- | -------------------------------------------- | -------------------------------------------- | -------------------------------------------- | -------------------------------------------- | -------------------------------------------- |
| Antes da agregação                           |                                              |                                              |                                              |                                              |                                              |
| Ano                                          | 0-14 anos                                    | 15-24 anos                                   | 25-64 anos                                   | >= 65 anos                                   | Total                                        |
| 2001                                         | 42                                           | 34                                           | 118                                          | 79                                           | 273                                          |
| 2011                                         | 26                                           | 26                                           | 102                                          | 72                                           | 226                                          |
| Após a agregação                             |                                              |                                              |                                              |                                              |                                              |
| Ano                                          | 0-14 anos                                    | 15-24 anos                                   | 25-64 anos                                   | >= 65 anos                                   | Total                                        |
| 2021                                         | 8                                            | 17                                           | 83                                           | 58                                           | 166                                          |